# Square Edmée-Chandon
Le square Edmée-Chandon est un espace vert du 11e arrondissement de Paris, dans le quartier de la Roquette.

## Situation et accès
Le site est accessible par la cité de Phalsbourg.
Il est desservi par la ligne 9 à la station Charonne.

## Origine du nom

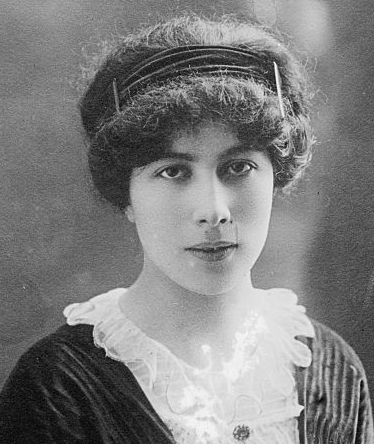
Edmée Chandon.

Auparavant dénommé square Frot-Phalsbourg, le square est renommé le 19 novembre 2021 en mémoire de l'astronome française Édmée Chandon (1885-1944).

## Historique
Le jardin est créé en 2004.